# Cappella Mazzatosta

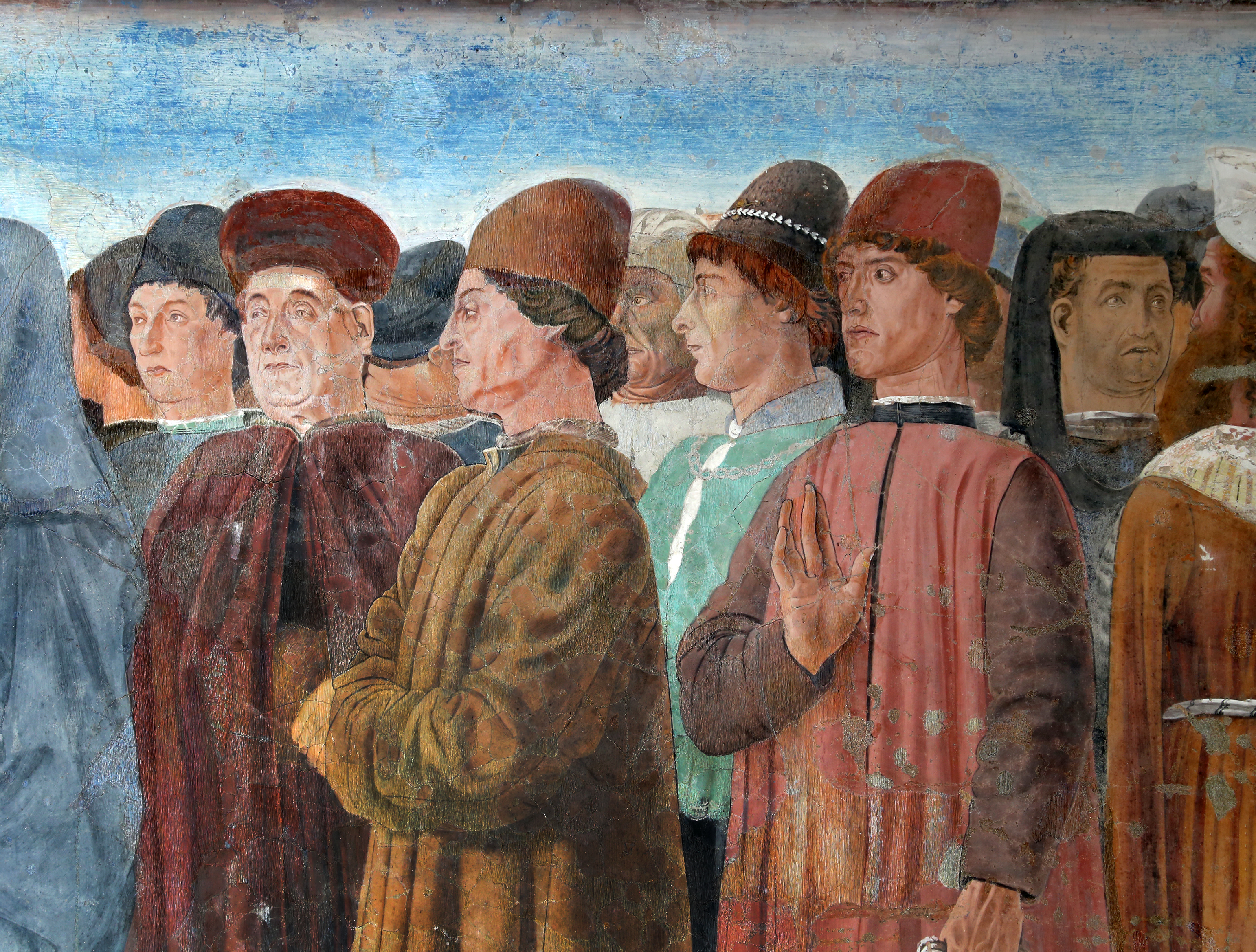
Dettaglio dello Sposalizio della Vergine

La Cappella Mazzatosta è una cappella parte della chiesa di Santa Maria della Verità a Viterbo affrescata nel 1469 da Lorenzo da Viterbo e considerata una delle più significative opere rinascimentali della Tuscia.

## Storia
La cappella venne commissionata da Nardo Mazzatosta, notabile viterbese definito nelle cronache del tempo anche come arbiter elegatiarum, e affidata nella decorazione pittorica alla bottega del giovane pittore locale Lorenzo da Viterbo, che la completò nel 1469.
L'ambiente subì poche trasformazioni nei secoli finché, nel 1944, durante la seconda guerra mondiale venne bombardata e gli affreschi andarono distrutti; lo stesso anno iniziò l'attività di restauro per opera dell'Istituto Centrale per il Restauro di Roma che si protrasse fino al 1949 e  l’intero ciclo pittorico venne ricomposto sotto la direzione di Cesare Brandi utilizzando per la prima volta il metodo dell’integrazione a tratteggio o rigatino.
Ventitremila frammenti vennero recuperati e ricostruiti in situ, applicandoli a sostegni in tela, e ricollocati entro il 1960. Lo straordinario esito del restauro fece scrivere a Guido Piovene che "mai si sia visto un salvataggio parziale così prodigioso".

## Descrizione
La cappella è a pianta quadrata, introdotta da uin grande arco a tutto sesto e coperta da volte costolonate, di gusto ancora tardogotico.
Originali sono la cancellata e parte del pavimento maiolicato, realizzato dal viterbese Paolo di Nicola, alcuni frammenti e parti staccate sono esposte e divise tra il Museo nazionale del Palazzo di Venezia di Roma, il Victoria and Albert Museum e il British Museum di Londra, il Museo Boijmans Van Beuningen di Rotterdam, ed alcune collezioni private. 
L'altare presenta una venerata Madonna delle Grazie (di autore locale del 1412) ed è decorato da un ciborio marmoreo di Isaia da Pisa con rilievo dell'Assunzione della Vergine, opera leggermente più tarda, legata alla committenza della famiglia Primoni, che subentrò ai Mezzatosta.

### Affreschi

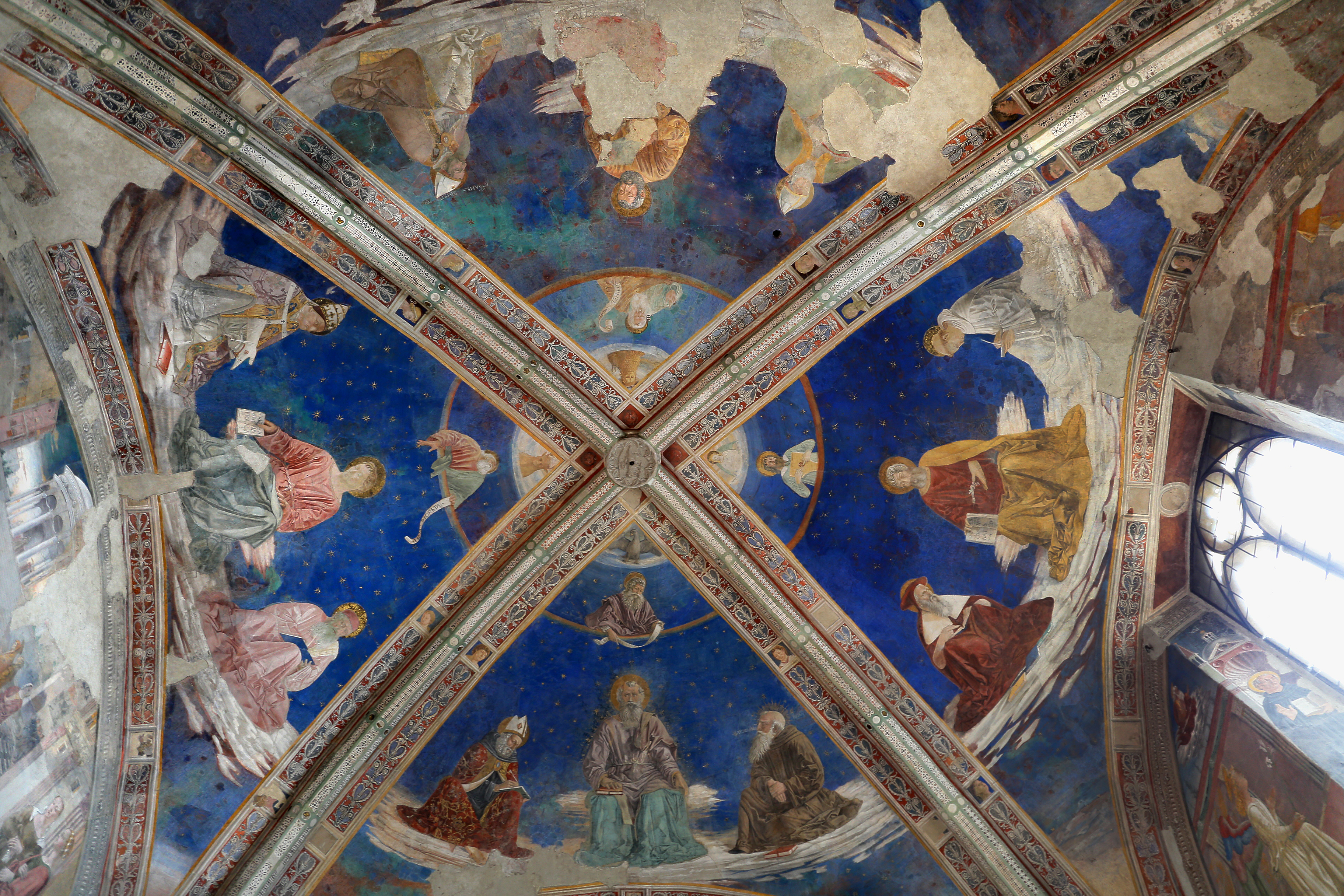
La volta

Gli affreschi si dispiegano nel sottarco, sulle volte e sulle pareti. Nel primo si trovano sei messe figure di profeti e due santi a figura piena.
Nelle vele della volta si trovano i quattro evangelisti, sormontati dal proprio simbolo e da un profeta, e affiancati da un dottore della chiesa e da un eminente teologo (Beda, Pier Damiani, Giovanni Crisostomo o Bernardo da Chiaravalle). Nella figura di Gregorio Magno è ritratto papa Paolo II.
Sulle pareti sono rappresentate l'Annunciazione (perduta è però la figura della Vergine), l'Adorazione del Bambino, l'Assunzione, la Presentazione di Maria al tempio (con un'accurata costruzione prospettica degli edifici dello sfondo), e soprattutto lo Sposalizio della Vergine. Quest'ultimo affresco, sulla parete sinistra, è il migliore della serie, a cui è in larga parte legata la fama del luogo e dell'autore. La scena è ambientata nella Viterbo dell'epoca, con molti ritratti di personalità del tempo, tra cui il committente (in prima fila, di profilo con un berretto), il cronista Nicolò della Tuccia (vestito di rosso dietro la donna in nero) e lo stesso pittore (la figura a mani giunte). La scena alludeva infatti alla pacificazione cittadina tra le famiglie Gatti e Maganzesi, già a capo delle fazioni guelfa e ghibellina.

## Stile

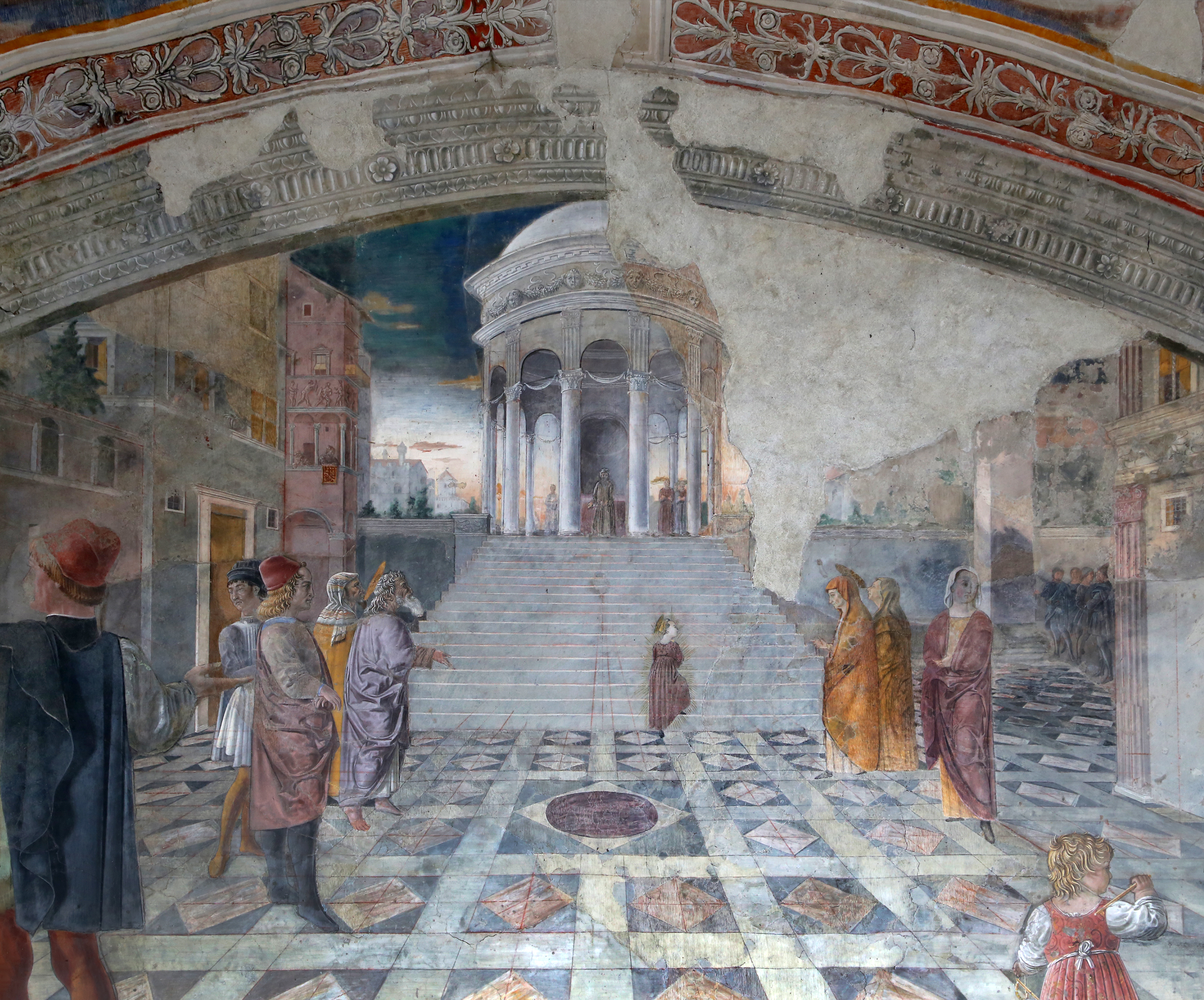
Dettaglio della Presentazione di Maria al Tempio

Lo stile degli affreschi dimostra la conoscenza approfondita dei migliori raggiungimenti coevi del rinascimento dell'Italia centro-settentrionale: la profonda indagine ritrattistica, ispirata all'esempio di Benozzo Gozzoli (autore di un perduto ciclo di affreschi in città), anticipa i migliori raggiungimenti del Ghirlandaio; la resa prospettica, sicura e luminosa, dimostra l'assimilazione dei principî pierfrancescani (presumibilmente dai perduti affreschi in Vaticano), e la complessa orchestrazione degli scorci e dei gruppi dei personaggi ricorda le opere coeve del Mantegna.